# Andrew Christian (diseñador)
Andrew Christian (Fresno, California, Estados Unidos, 9 de enero de 1985) es un diseñador de moda estadounidense, y fundador de la marca de ropa del mismo nombre, Andrew Christian. Su marca comercializa principalmente ropa interior, trajes de baño y deportivos para hombres, productos dirigidos especialmente a la comunidad LGBT.

## Biografía
Andrew Christian creció en una familia pobre, por lo que llegó a ser diseñador para tener su propia estética, y tratar de mantenerse al día con la ropa que diseñaba para los otros niños llevaban de la escuela. Iba a cumplir quince años cuando se dio cuenta de que quería ser un diseñador de moda para toda su vida. Creaba nuevos trajes semanalmente para él y sus amigos con los que iban a clubes subterráneos. Uno de los promotores del club que conoció su historia y así comenzó a vender a través del sitio mientras estaba en la escuela. Dejó de Fresno, California con $ 500, y se trasladó a Los Ángeles, California, para ir a la escuela de moda a los diecinueve años. Encontró rápidamente trabajo con otros diseñadores y poco después empezó son su propia línea de ropa, en 1997. Con la venta de su trabajo en las tiendas locales se pagó su escuela.

### Su empresa
Eligió la cruz para su logotipo, buscando evitar connotaciones religiosas. En los últimos años, las prendas regulares fueron seguidas por ropa deportiva, trajes de baño, ropa interior y así llegó a tener una marca reconocida. En 2006, con la adición de las líneas de ropa interior, las ventas crecieron de manera exponencial. En la temporada 2007/2008 fabricó la línea Obama Underwear, donando $ 1 de cada venta a la campaña presidencial de Barack Obama en 2008. En 2008 Christian lanzó Black Line, una línea elegante que supera el desgaste de los hombres", inspirada en la ropa que hizo para sí mismo, y presenta listo para usar pantalones y chalecos adaptados. En la temporada 2008/2009 la compañía comenzó a hacer ropa tanto para mujeres como para los hombres. En 2013 Christian trabajó para ampliar sus líneas de ropa deportiva, ya que se venden sobre todo en 2012, tan pronto como entraron en el mercado.

### Aparición en televisión
Andrew Christian, ha ayudado a elevar el perfil de su compañía homónima, a través de su participación en reality shows. Ha sido estrella invitada en The Fashion Show del canal de televisión estadounidense Bravo, apareció también en la tercera y cuarta temporada de  The Janice Dickinson Modeling Agency de Oxygen haciendo el casting de los modelos, en 2013 aparece en  Millionaire Matchmaker, en 2013 en la película I'm A Porn Star, y tanto el como los productores fueron parte del logotipo de  RuPaul's Drag Race, como patrocinadores oficiales de "Pit Crew".